# Paul Bonatz

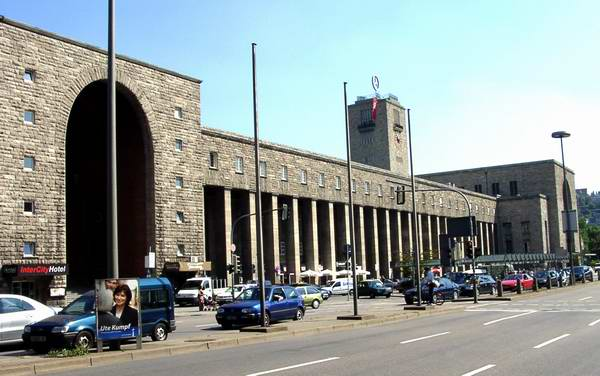
Dworzec kolejowy w Stuttgarcie

Paul Bonatz (ur. 6 grudnia 1877 w Solgne, zm. 20 grudnia 1956 w Stuttgarcie) – niemiecki architekt. 

## Życiorys
W swoich projektach łączył założenia funkcjonalne oraz dążenie do monumentalizmu. Jego najbardziej znanymi dziełami są dworzec kolejowy w Stuttgarcie oraz biurowiec w Düsseldorfie, będący jednym z pierwszych wieżowców w Niemczech.

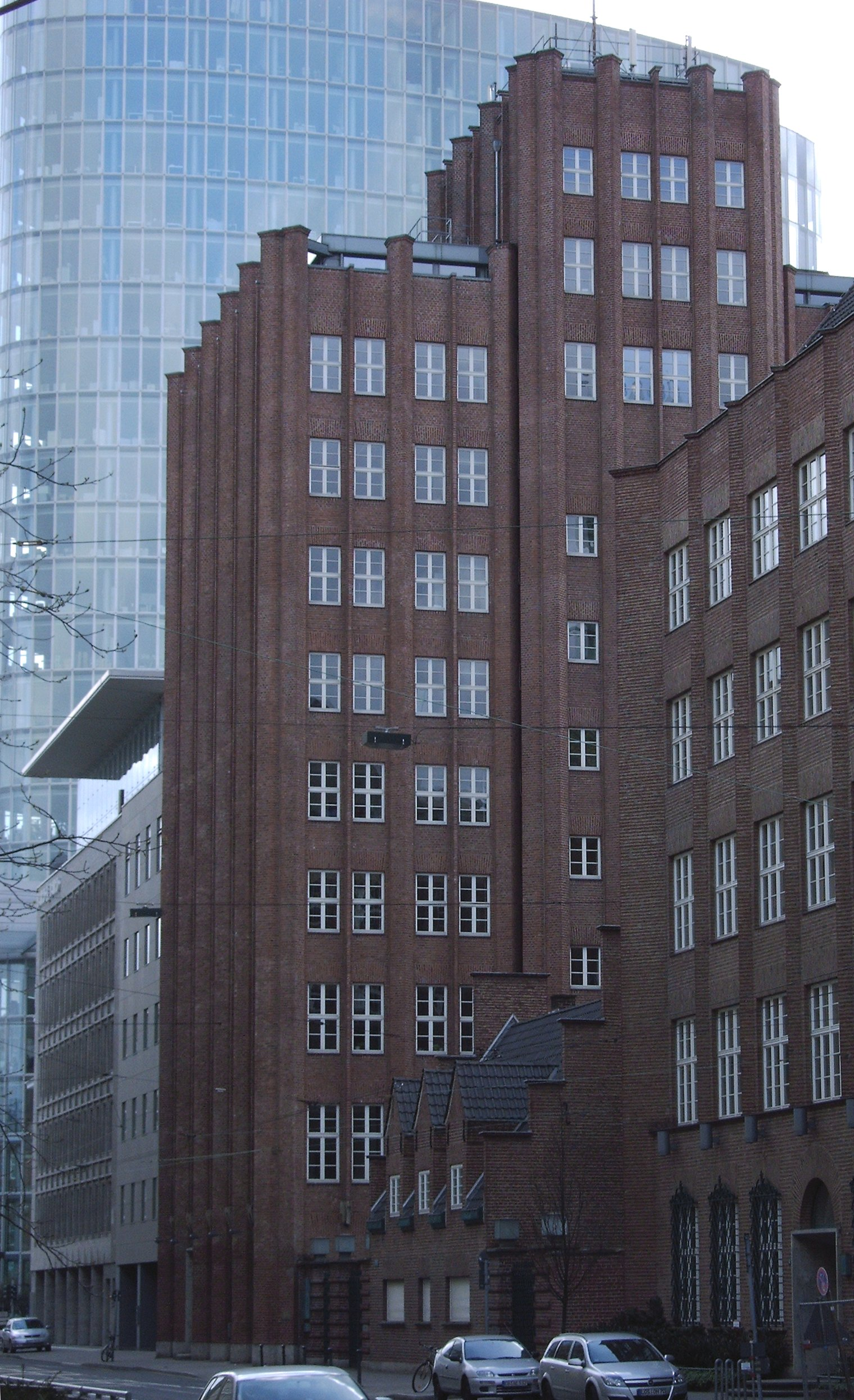
Biurowiec w Düsseldorfie zaprojektowany przez Paula Bonatza

Skończył studia na Uniwersytecie Technicznym w Monachium. Był uczniem, a później asystentem architekta i urbanisty Theodora Fischera. Był przedstawicielem konserwatywnej architektury XX wieku, będącej w opozycji do modernizmu w architekturze. Dzięki upodobaniu do tradycyjnej architektury Bonatz był dosyć przychylnie traktowany przez władze III Rzeszy, które z przyczyn ideologicznych zwalczały prądy modernistyczne w sztuce. Ponieważ był człowiekiem niezależnym i nie krył on swoich poglądów, naraził się władzom i musiał opuścić na wiele lat Niemcy. W 1952 otrzymał Pour le Mérite za Naukę i Sztukę